# Gwen John
Gwen John (ur. 22 czerwca 1876 w Haverfordwest, zm. 1 września 1939 w Dieppe) – walijska malarka. Siostra malarza Augustusa Johna.

## Życiorys
W latach 1895–1898 uczyła się, wraz z bratem, w Slade School of Fine Art w Londynie, a w roku 1898 krótko pod kierunkiem Jamesa McNeill Whistlera w Paryżu. Zadebiutowała wystawą w Londynie w roku 1900. W roku 1904 osiadła się w Paryżu, gdzie z początku utrzymywała się jako modelka, pozując głównie kobietom artystkom, takim jak Isabel Bowser, Mary Constance Lloyd, Maude Boughton-Leigh, Ottilie Roederstein i Hilda Flodin.
W tym samym roku, zachęcona przez brata, zaczęła również pozować rzeźbiarzowi Auguste Rodin, z którym rozwinęła dziesięcioletni romantyczny związek. Pozowała, między innymi, do rzeźb Buste de Gwen John, Iris messagère des dieux oraz Femme-poisson et torse d'Iris sur gaine à rinceau. W zbiorach paryskiego Musée Rodin znajduje się około tysiąc listów od John do rzeźbiarza.
Od roku 1910 do śmierci mieszkała w Meudon pod Paryżem. Tam spotkała amerykańskiego kolekcjonera sztuki Johna Quinna, który został jej mecenasem, oraz przeszła na katolicyzm. Miała wiele wystaw w Paryżu, pierwszą w roku 1919. W roku 1926 rozpoczęła romantyczny związek z Vérą Oumançoff, szwagierką do filozofa Jacques’a Maritain.

## Twórczość
Gwen John pozostawiła ponad dwieście obrazów oraz tysiąc szkicy. Jej twórczość zawiera między innymi autoportrety, portrety anonimowych kobiet i wnętrza pustych pokojów.
Gdy umarła, nie była bardzo znana. Jej twórczość zaczęto zauważać od lat sześćdziesiątych. Dzieła Gwen John znajdują się w zbiorach między innymi Metropolitan Museum of Art w Nowym Jorku, National Museum Cardiff i Tate.

## Galeria

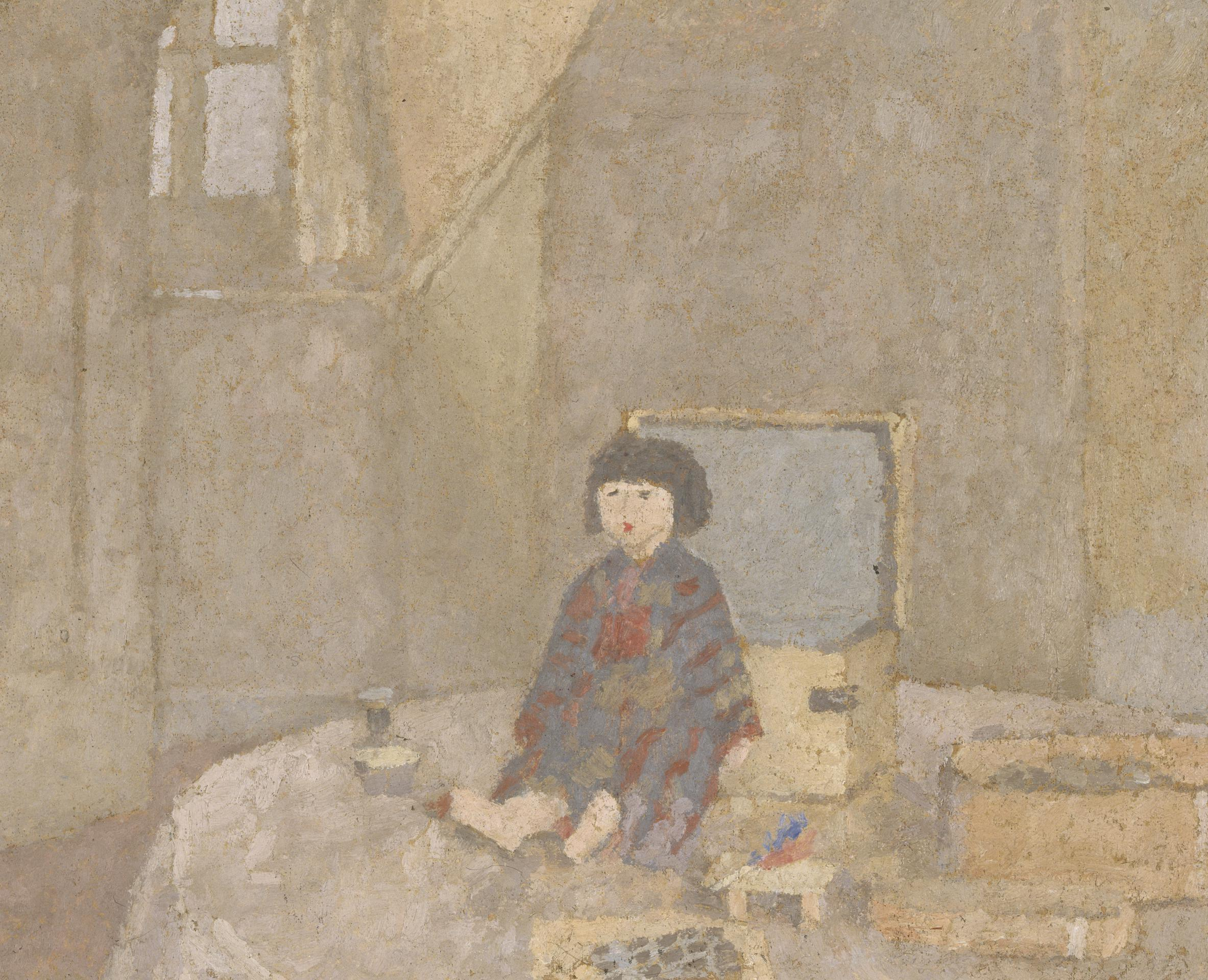
Japońska lalka
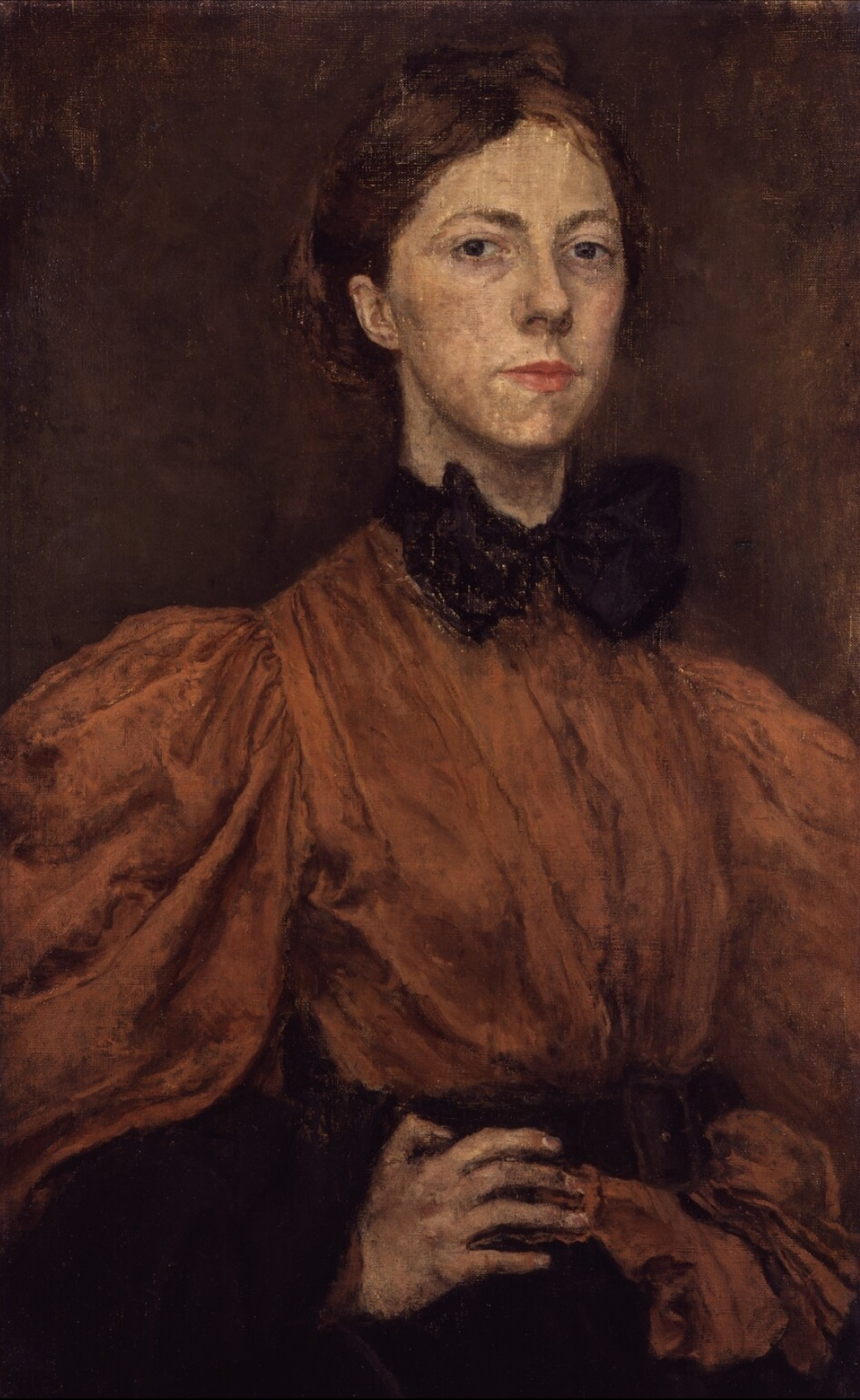
Autoportret, 1900
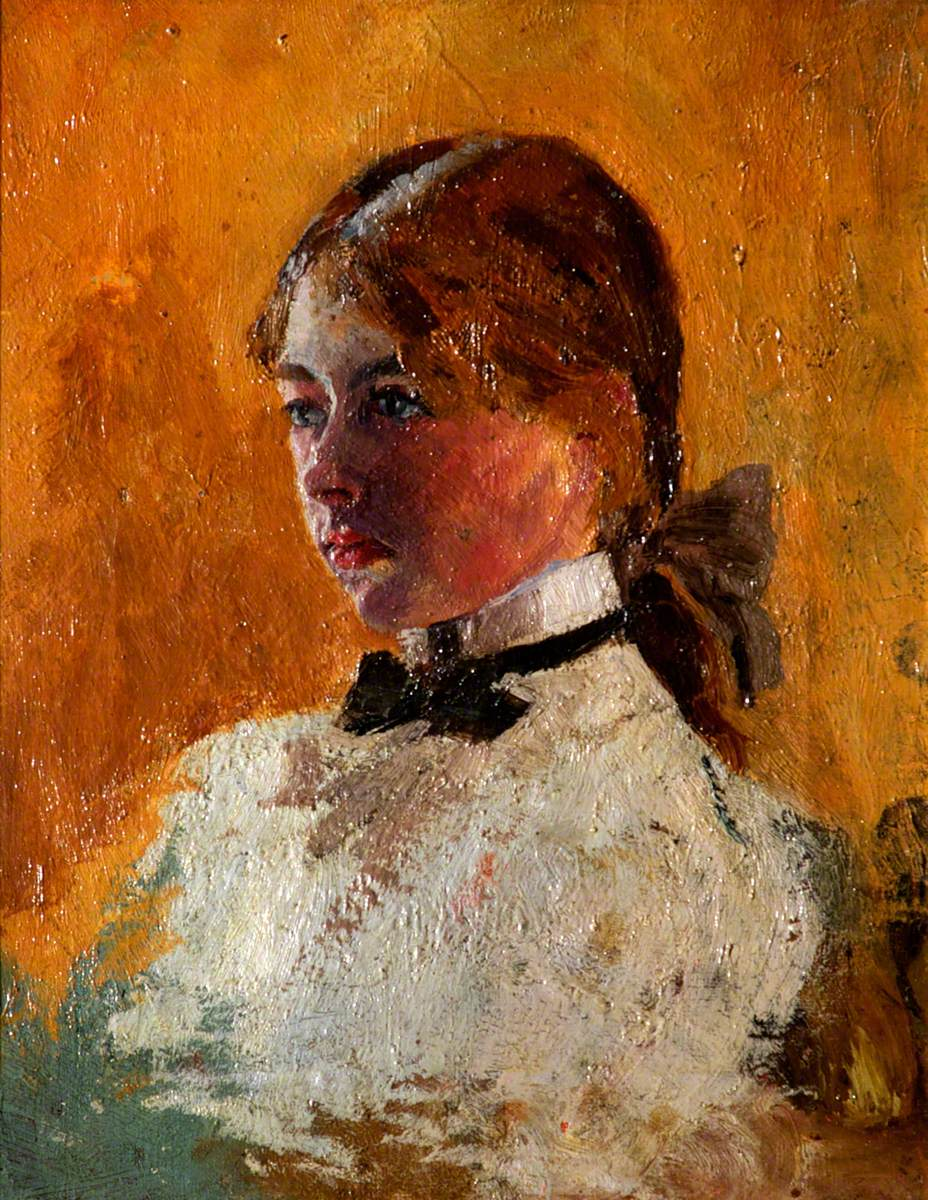
Winifred John, około 1900
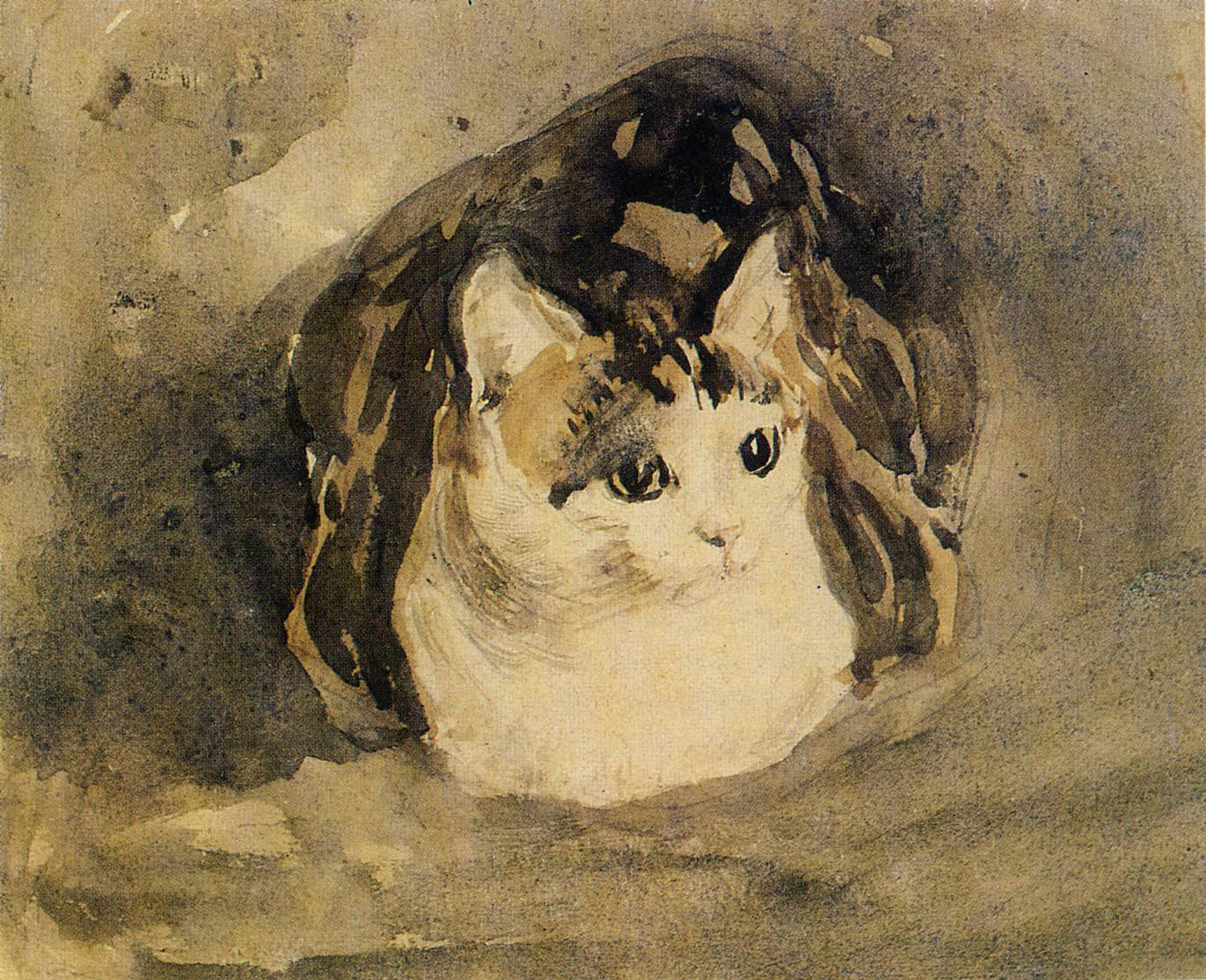
Kot, 1904-1908
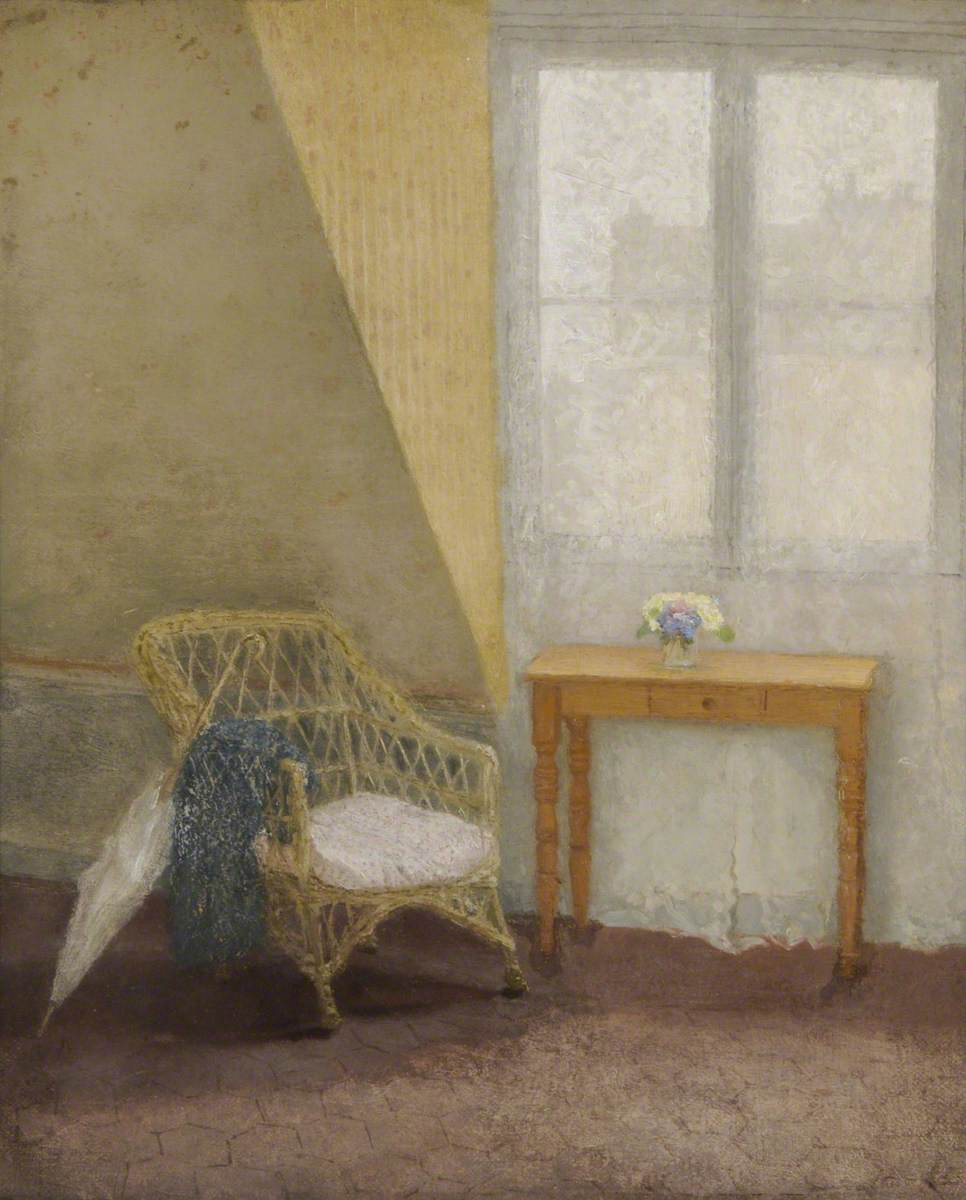
Zakątek w pokoju artysty, 1907-1909
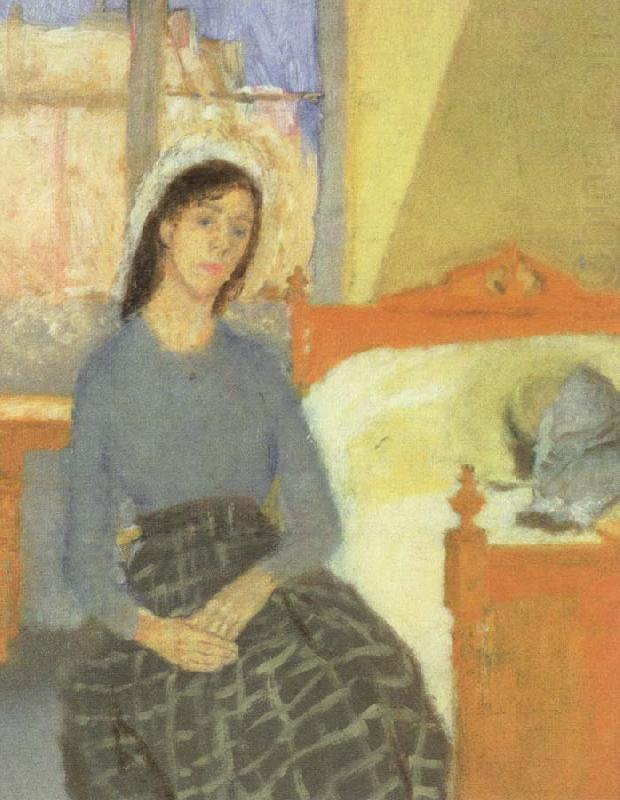
Artystka w swoim pokoju, 1907-1909
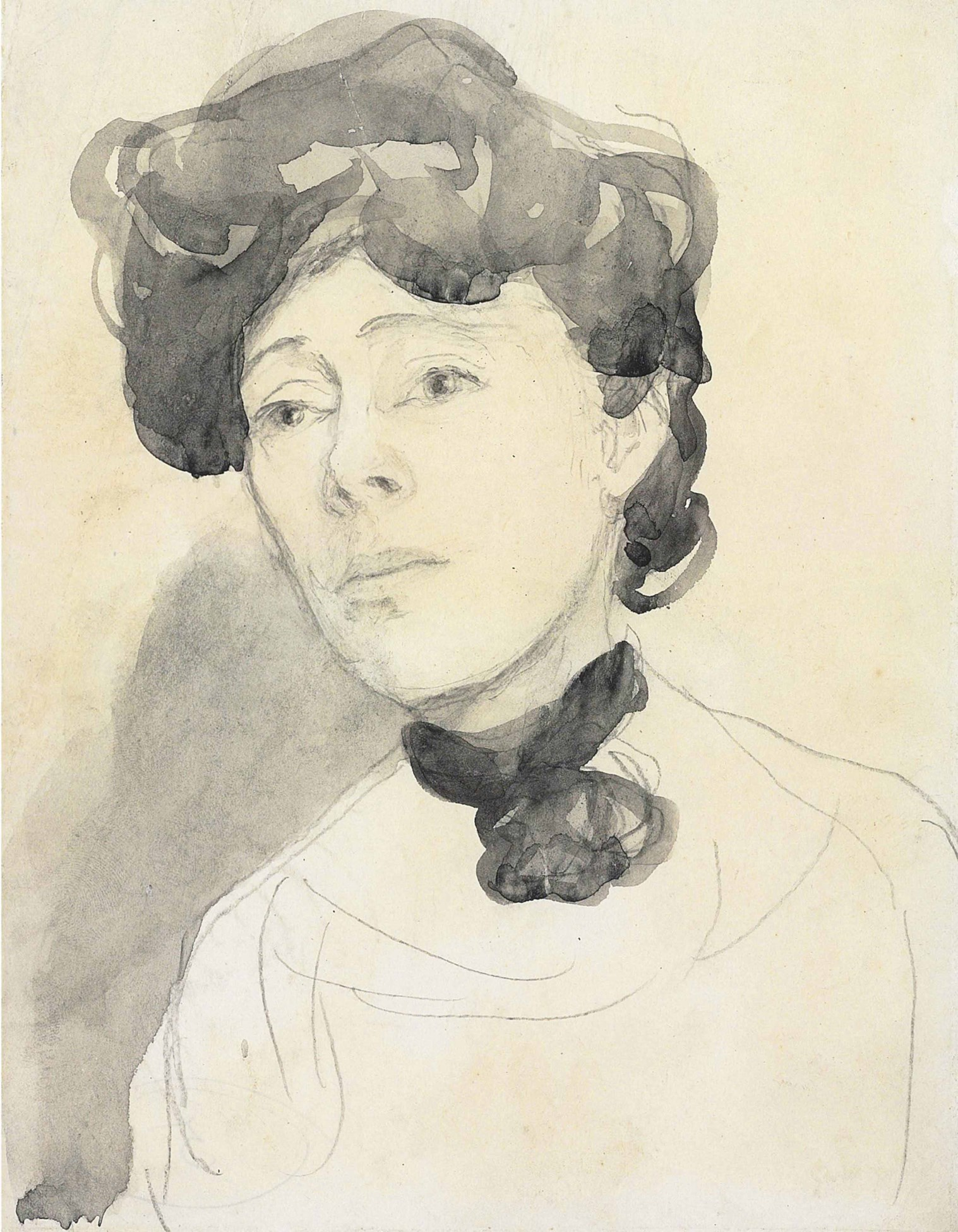
Portret damy, około 1910
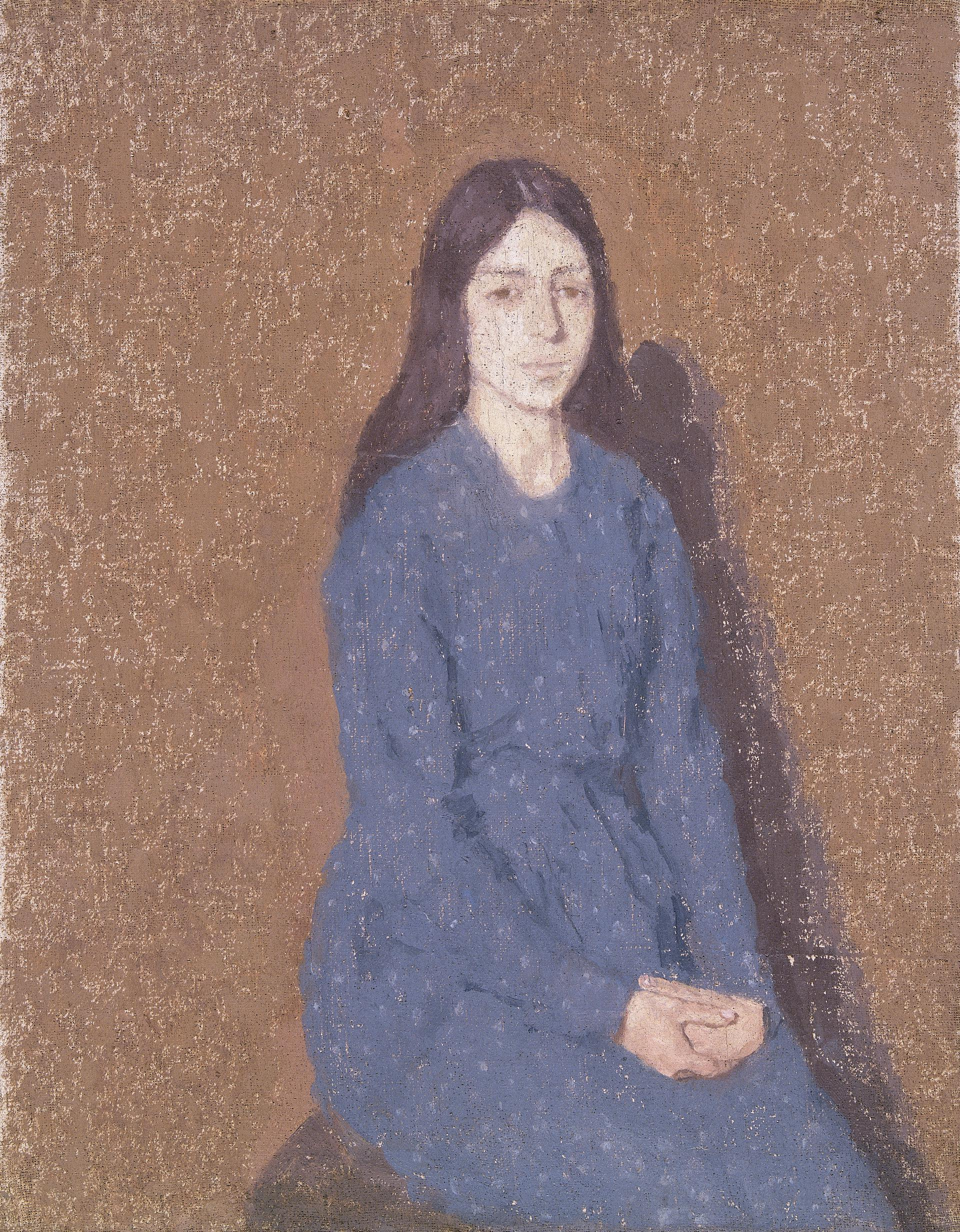
Dziewczyna w niebieskiej sukni, 1914-1915
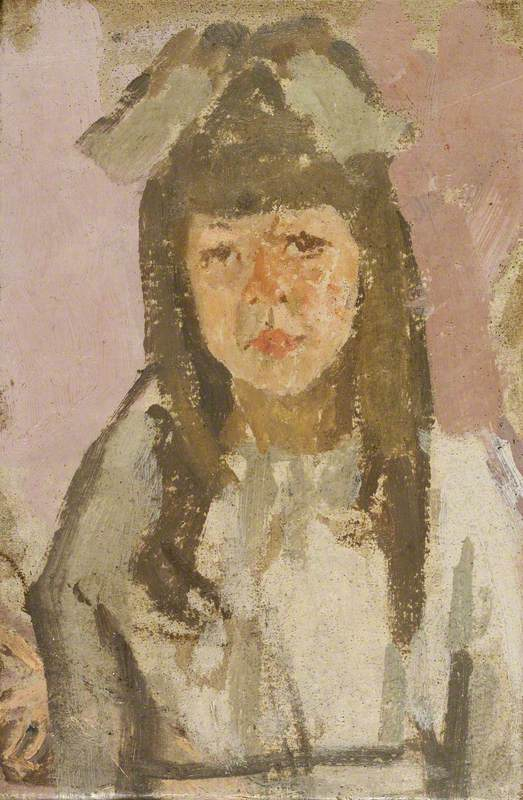
Popiersie dziewczyny z kokardą na różowym tle, 1915-1920